# Gungnir

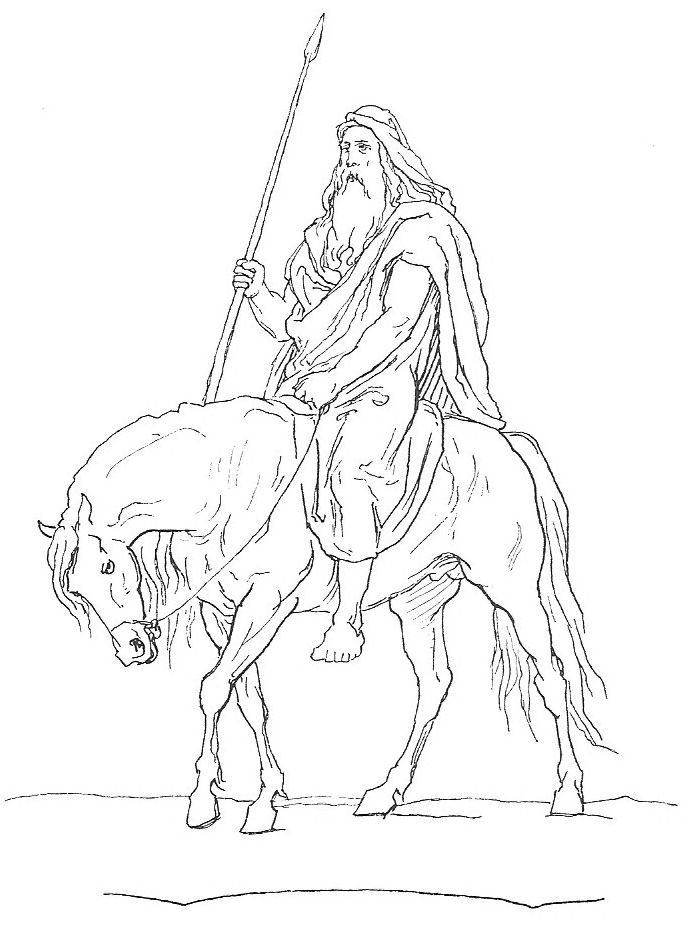
Odin op Sleipnir met Gungnir, 1895

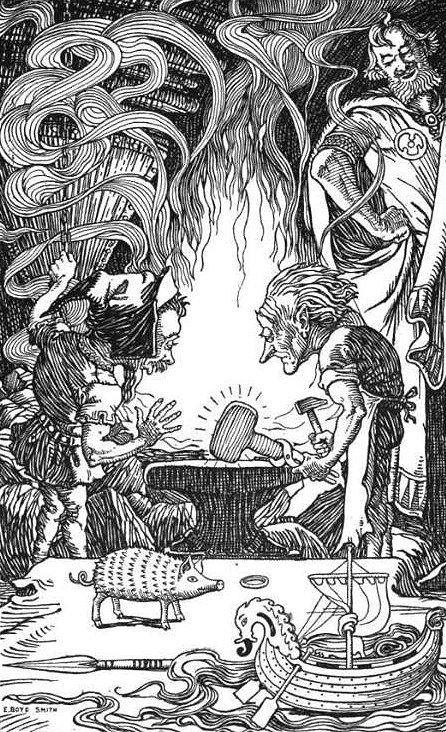
Loki kijkt toe hoe de zonen van Ivaldi de hamer Mjöllnir maken, op de tafel ligt de ring Draupnir, het varken Gullinbursti, het schip Skíðblaðnir, de speer Gungnir en het gouden haar voor Sif, In the Days of Giants: A Book of Norse Tales, 1902

Gungnir (ook Gungni, Gungner, of Gungrir) was in de Noordelijke mythologieën van Europa de magische speer van oppergod Odin. Deze speer met een slang in de top was zijn wapen voor de rechtspraak. Odin wordt vaak afgebeeld met deze speer in de hand en op zijn schouders de raven Huginn (Gedachte) en Muninn (Herinnering).
Gungnir is een speer die nimmer haar doel mist en staat bij de berserkers symbool voor kracht.
Gungnir wordt vaak bezongen als 'de speer die haar vijanden angst inboezemt en Odin's krijgers kracht geeft'.
Deze speer was door de zonen van Ivaldi, de dwergen, gemaakt onder Dvalinn de smiddwerg. Ze werd als genoegdoening door de grapgod Loki van de dwergen bekomen samen met een pruik van gouddraad die hij ooit had besteld ter vervanging van het gouden haar van Thors vrouw Sif dat hij had afgeknipt. 

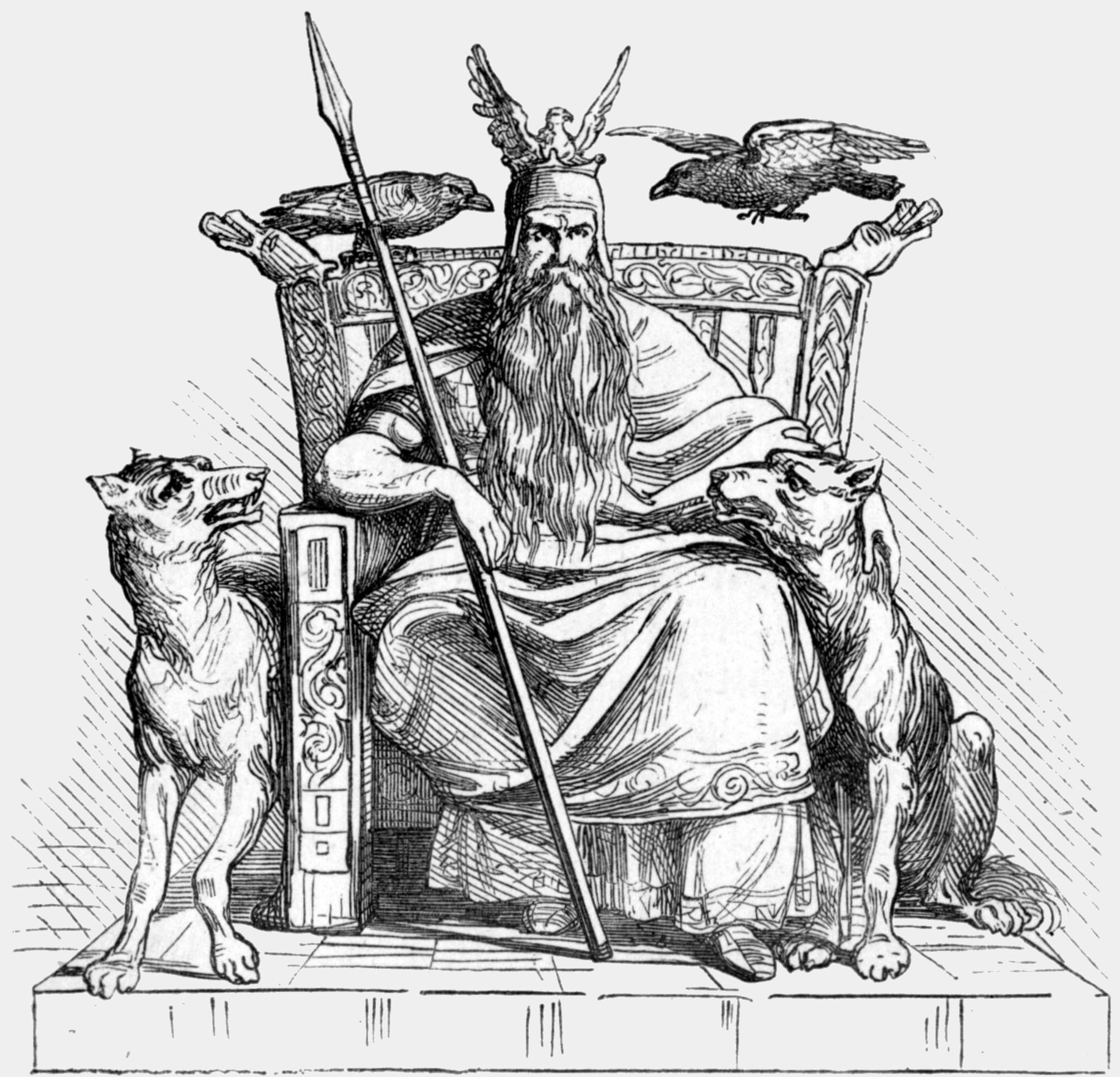
Odin met Geri en Freki, Huginn en Munin en Gungnir